# Нейво-Рудянка

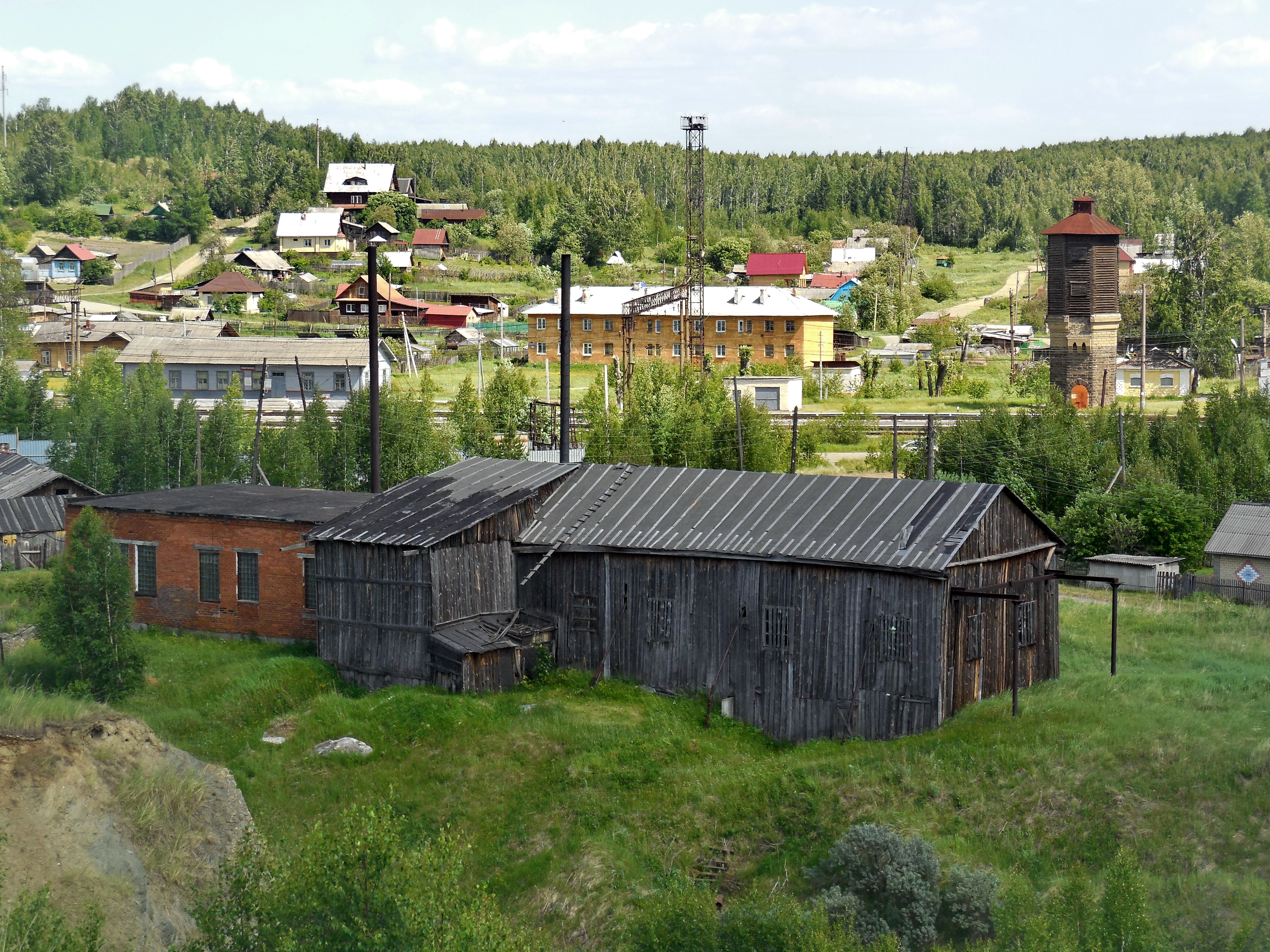
Жилые постройки в посёлке

Не́йво-Рудя́нка — посёлок в Кировградском муниципальном округе Свердловской области России. С 1928 по 2004 год Нейво-Рудянка имела статус рабочего посёлка (посёлка городского типа).
Железнодорожная станция Нейво-Рудянская на ветке Екатеринбург — Нижний Тагил.

## География
Нейво-Рудянка расположена в холмистой долине реки Нейвы, на восточном склоне Среднего Урала, в юго-западной части Свердловской области. В районе посёлка река Нейва по руслу от истока делает резкую петлю, меняя направление течения, поворачивая с севера на северо-восток. В пределах границ поселения и за его пределами река образует Рудянский пруд со множеством небольших заводей и маленьких озёр, что делает посёлок очень популярным местом у местных рыбаков. Нейво-Рудянка находится к северо-северо-западу от областного города Екатеринбурга и к югу от Нижнего Тагила, в 11 километрах по прямой и в 16 километрах по автодороге к югу-юго-востоку от города Кировграда.
С позиции муниципального устройства Свердловской области, посёлок входит в состав Кировградского муниципального округа. С позиции административно-территориального устройства области, Нейво-Рудянка входит в состав административно-территориальной единицы города Кировграда как города областного подчинения.

Окрестности посёлка
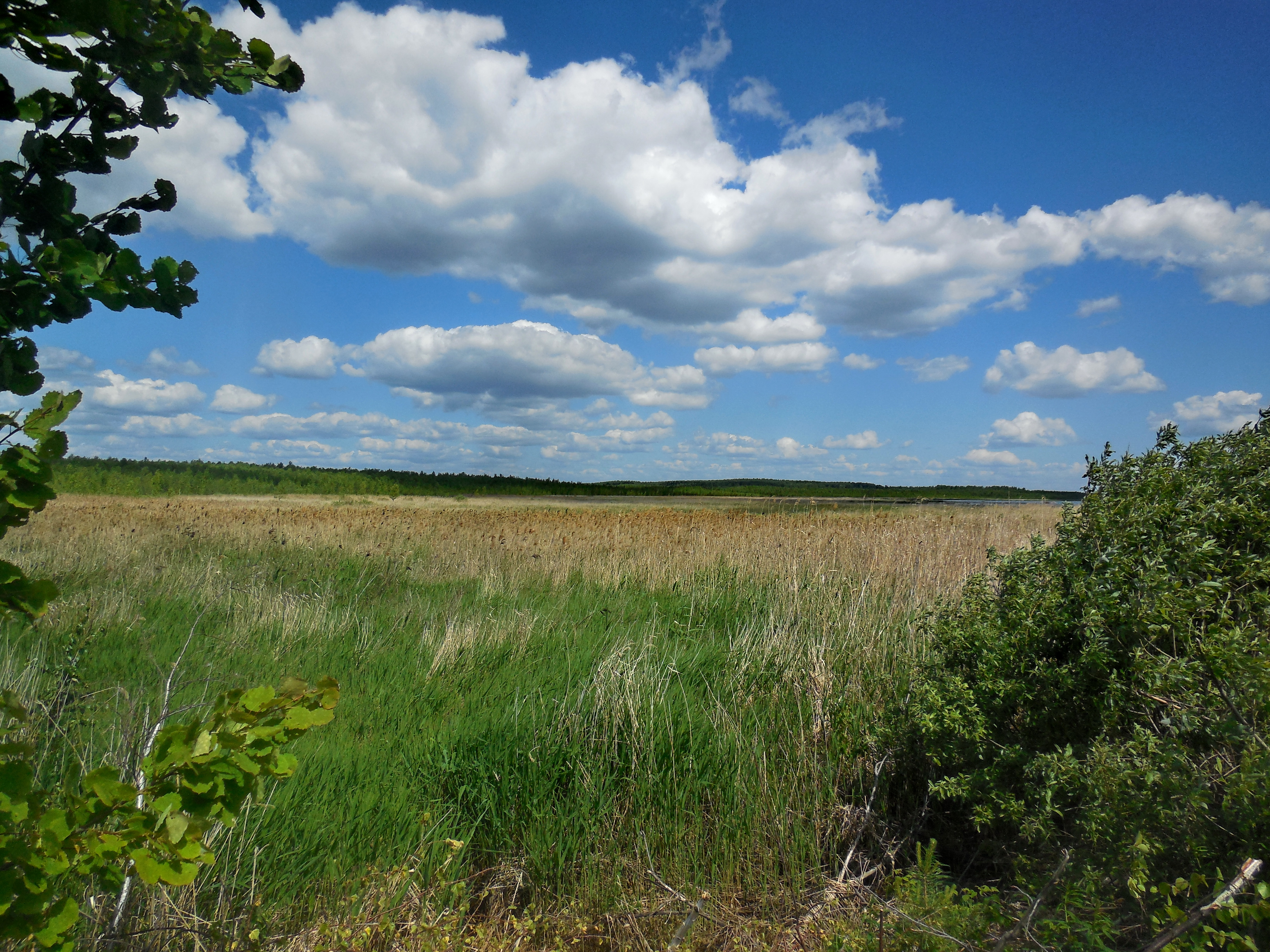
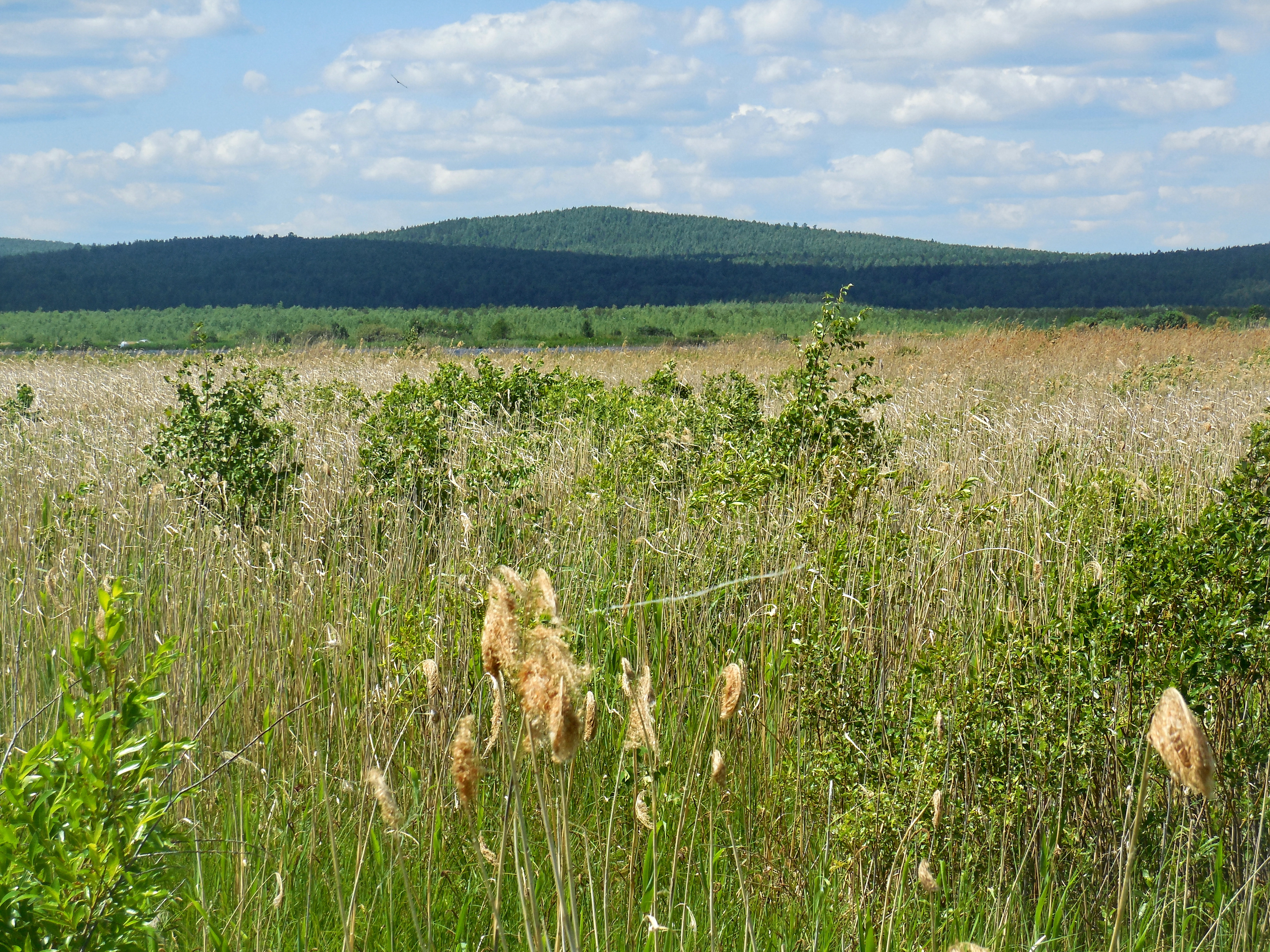
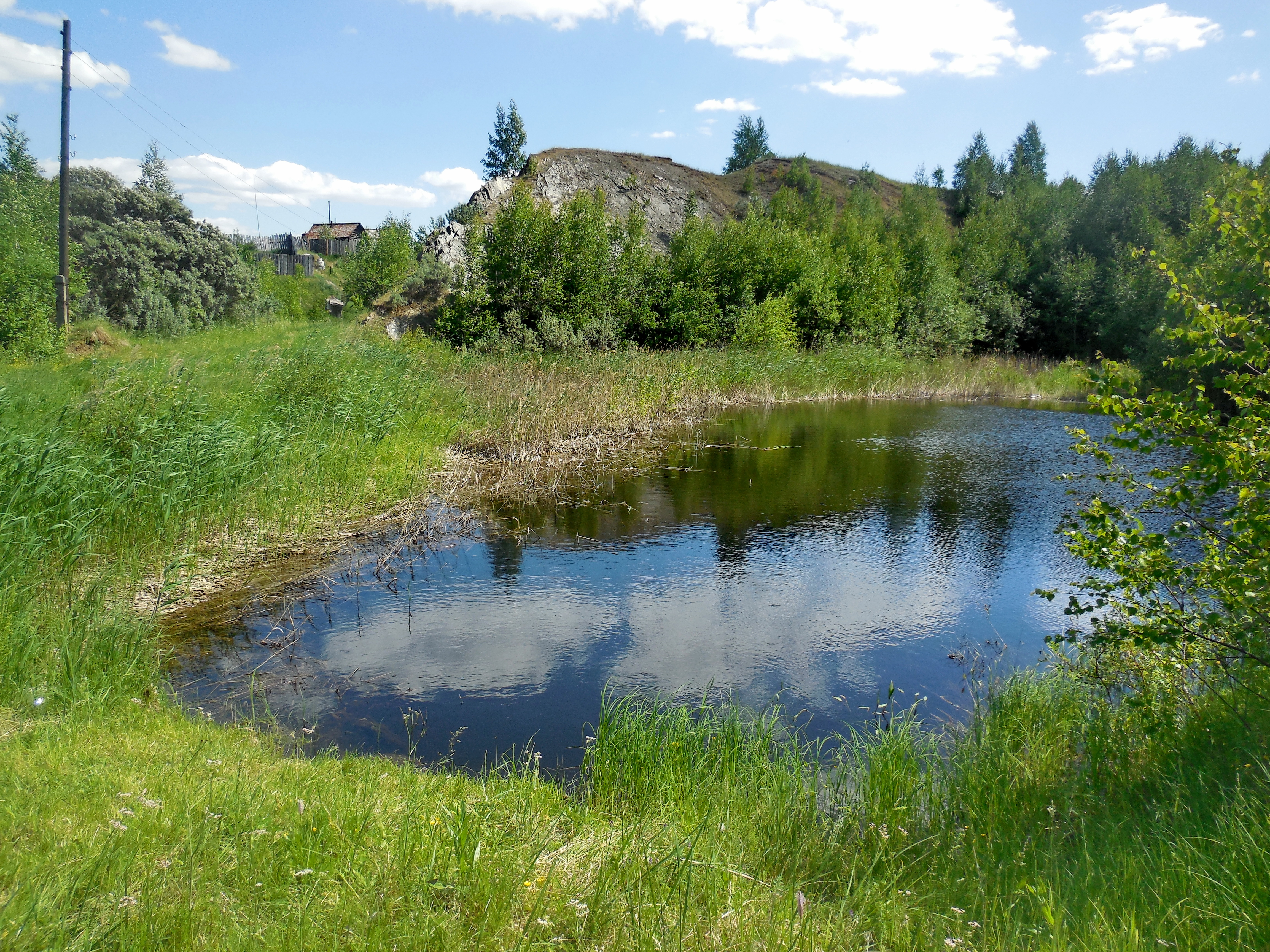
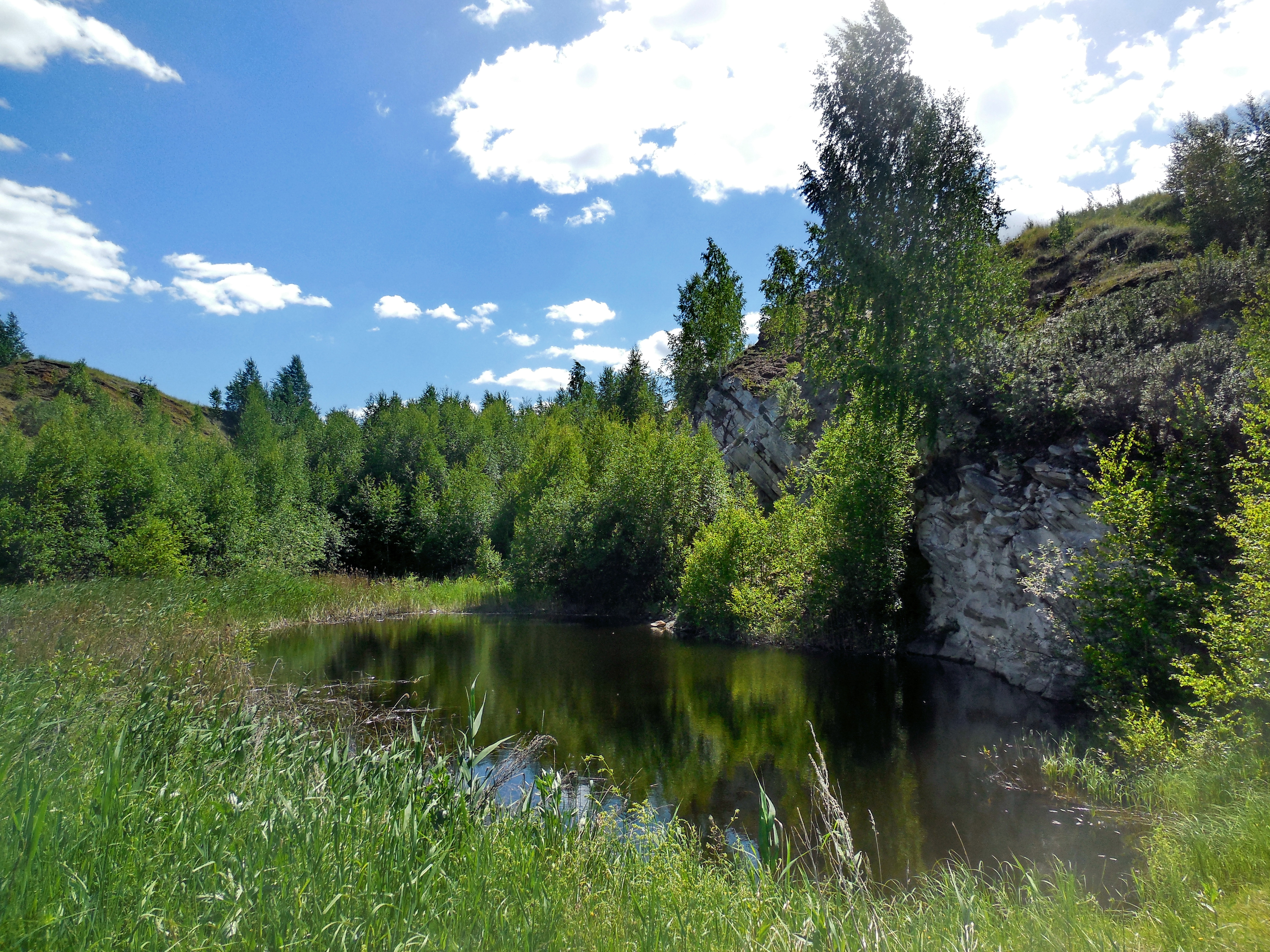

### Внутреннее деление
Неофициально Нейво-Рудянка разделена на пять районов:
- Казёнка — гора, окрестности и руины бывшего лесхимзавода, частный сектор на побережье Рудянского пруда.
- Китай — западная часть посёлка, у выезда из посёлка в сторону Верхнего Тагила и Кировграда. Район назван по распространённой здесь в прошлом фамилии Китаевы.
- Финляндия — северная часть посёлка, у выезда на Нейво-Рудянское кладбище и Чигирское озеро. Местное название пошло от находящихся здесь трёх финских домиков, построенных Нейво-Рудянской ГРП в 1950-е годы.
- Харина гора — восточная часть посёлка, преимущественно район железнодорожного вокзала. В этой части в основном частная застройка и всего два городских дома возле станции. Назван по расположенной здесь одноимённой горе (Харина гора).
- Центр — район городской жилой застройки в центральной части поселения, где две пятиэтажки и не много малоэтажных жилых кварталов, а также расположены объекты коммунального обслуживания, административные здания, культурные учреждения, магазины и другие социальные объекты.

### Гидрография

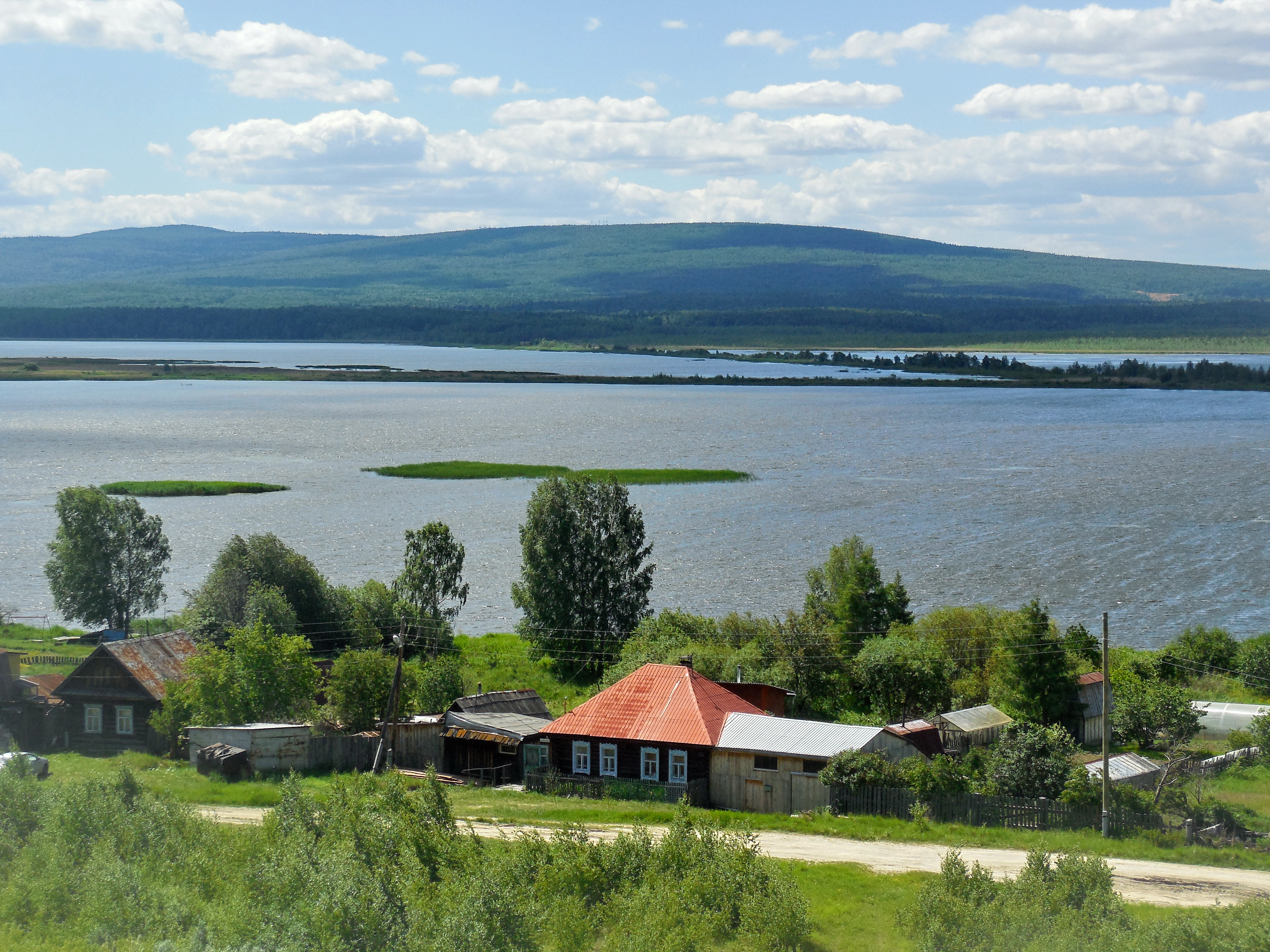
Рудянский пруд

Посёлок расположен по обеим берегам реки Нейвы — левого притока Ницы (бассейн Оби). Рудянский пруд, образованный в районе посёлка на Нейве, который обеспечивал работу Нейво-Рудянского чугуноплавильного завода в XIX веке. В 1950-х годах пруд использовался для охлаждения реакторов комбината № 813 (ныне Уральский электрохимический комбинат), расположенного к югу и юго-западу от пруда в соседнем закрытом городе Свердловске-44 (ныне Новоуральск) . Сейчас пруд представляет собой водоём максимальной длиной порядка 6 километров и шириной до 2 километров. Пруд состоит из трёх разрезов, разделённых дамбами. Дамбы являются любимым местом рыболовов. По дамбам пролегают грунтовые дороги с бродами в сторону Новоуральска и посёлка Белоречки.
В районе Нейво-Рудянки в Нейву впадают:
- Светлый — ручей, правый приток Нейвы. Впадает на юге посёлка в Рудянский пруд. Вытекает из Глухого пруда, расположенного между Нейво-Рудянкой и Верх-Нейвинском. Длина — около 3 километров. Ручей протекает через Светлое озеро.
- Хмелёвка — река, левый приток Нейвы. Впадает в Рудянский пруд и вытекает из него в недалеко от Казёнки. Впадает в Нейву возле стыка улиц Нейвинской. Партизан и Заречной. Длина — около 9 километров. Исток находится возле Белоречки.

Также в Нейво-Рудянке есть несколько небольших карьеров и озёр, расположенных преимущественно в пойме Нейвы. В 3,5 километрах к северу от посёлка расположено Чигирское озеро, а в 4 километрах к востоку — Шайтанское озеро. На северо-восточном берегу Рудянского пруда расположен археологический памятник, и ботанический и гидрологический природный памятник Алексеевское болото.

### Рельеф
Территория Нейво-Рудянки и её окрестностей расположена на Среднем Урале, в пределах выровненного останцово-увалистого рельефа. В посёлке расположено несколько невысоких гор: Казёнка, гора Любви, Палёная, Харина гора и другие.

## Транспорт

### Автодорожная сеть
Нейво-Рудянка расположена на подъездной автодороге к Верхнему Тагилу от Серовского тракта — автомагистрали регионального значения направлением Серов — Нижний Тагил — Екатеринбург. Серовский тракт проходит в 6 километрах от восточной окраины посёлка и 8 километрах от центра Нейво-Рудянки. На пересечении подъездной автодороги с железной дорогой расположен переезд. На 7-м километре автодороги есть два ответвления: левое — на железнодорожный вокзал, правое — в деревню Листвянное и посёлок Нейва при одноимённой железнодорожной станции.

### Автобусное сообщение
Автобусное сообщение представлено маршрутом Кировград — Нейво-Рудянка. Маршрутное такси до города Кировграда ходит несколько раз в день.

### Железнодорожное сообщение

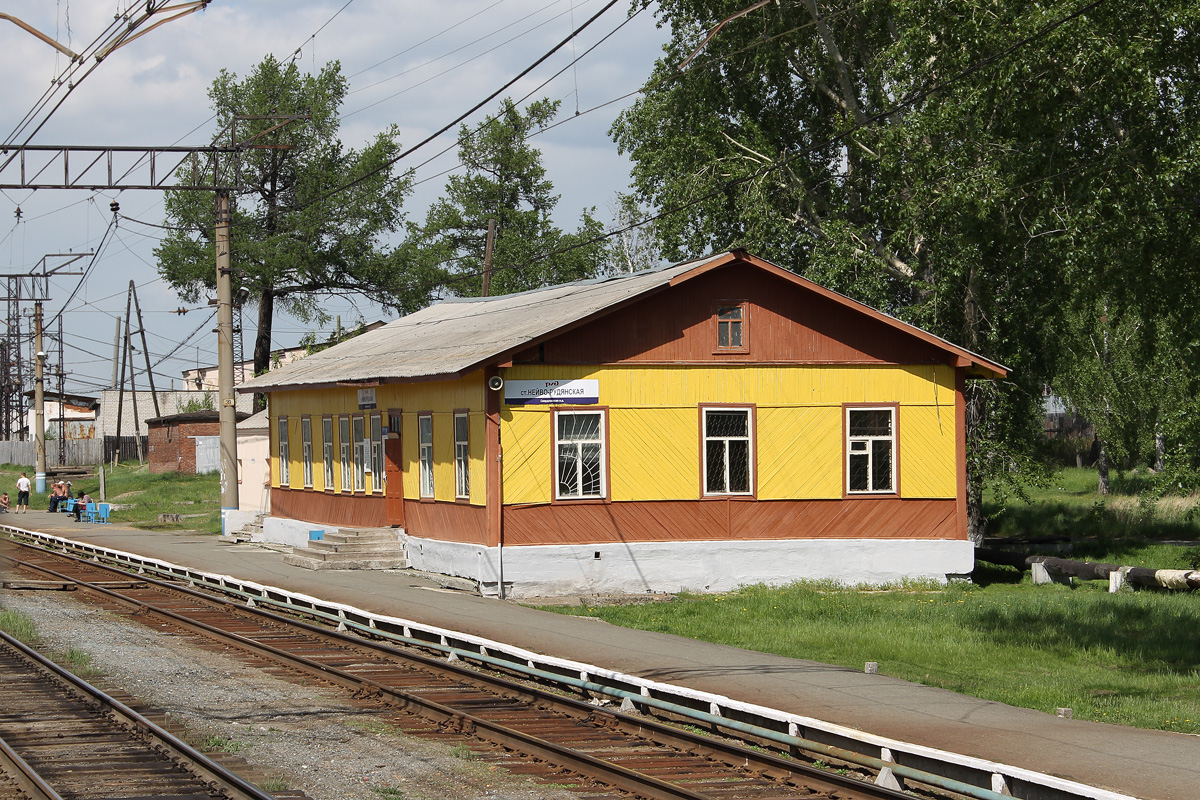
Станция Нейво-Рудянская

Через Нейво-Рудянку пролегает железнодорожная ветка Нижний Тагил — Екатеринбург. В посёлке расположена станция Нейво-Рудянская. Здесь осуществляются пригородные пассажирские перевозки в направлении Екатеринбурга и Нижнего Тагила, а также грузовые перевозки. При станции есть небольшой одноэтажный вокзал.
До начала 2000-х годов по станции осуществлялось пригородное сообщение с Верхним Тагилом (Свердловск — Верхнетагильская). На ветке Верхнетагильская — Нейва севернее посёлка действовал остановочный пункт 14-й километр (14 км).

## Население
| 1959 | 1970  | 1979  | 1989  | 2002  | 2010  |
| ---- | ----- | ----- | ----- | ----- | ----- |
| 6559 | ↘4918 | ↘4267 | ↘3622 | ↘2943 | ↘2599 |

## История
Нейво-Рудянка была основана в 1780 году. Согласно дореволюционным источникам, первопоселенцами в этой местности были «крестьяне Тупиковы, поселившееся здесь для рыбной ловли на озёрах».
В 1810 году здесь был запущен построенный внуком Саввы Яковлева Алексеем Ивановичем чугуноплавильный завод. Данное местоположение обеспечивало завод сырьём — вдоль русла Нейвы было найдено много месторождений железной руды. Одним из самых больших таких рудников был Ломовский, на расстоянии 220 саженей от завода. До его рудопромывальной машины была даже проложена узкоколейка.
В 1917 году завод был закрыт. В начале XX века в посёлке на территории чугуноплавильного завода запущен ещё один — Надеждинский химический завод. Он работал на белореченской руде, которая обрабатывалась на Иловой фабрике: её очищали от содержавшегося в ней золота. Завод вырабатывал до 100 тысяч пудов купоросного масла. В Прошении за июнь 1910 года отмечено: «Предлагая устроить в одном из свободных зданий Нейво-Рудянского чугуноплавильного завода „Рудянский медный завод“ для подготовки колчеданов к выплавке из них меди с утилизацией сернистого ангидрида для выделки сернистой кислоты и олеума». Кислоты производили на месте, а огарки перевозили на Пышминско-Ключевской медеплавильный завод.
В 1928 году по решению Наркома СССР было намечено организовать переработку живицы на местных производственных площадях. Трестом «Лесхим» организовано производство скипидара и канифоли. Завод был пущен в эксплуатацию 18 августа 1930 года с проектной мощностью 30 тонн живицы в сутки.
В 1928 году Нейво-Рудянка получила статус посёлка городского типа.
В 1941 году в посёлок из Киева был эвакуирован камфорный цех. В последующие годы лесохимический завод в Нейво-Рудянке выпускал нитрокраски, мебельный лак и флотационное масло.
В 1961 году на месте взорванной ранее Христорождественской церкви был открыт поселковый дворец культуры «Нейва», который был закрыт и заброшен в 1990-е годы. Осенью 2020 года здание снесено. Во дворце находились зрительный зал на 500 мест, лекционный зал на 165 мест, киноаппаратная, библиотека, спортзал, танцевальный зал, помещения для кружков.
В 2004 году Нейво-Рудянка утратила статус посёлка городского типа и стала сельским населённым пунктом.

## Храмы

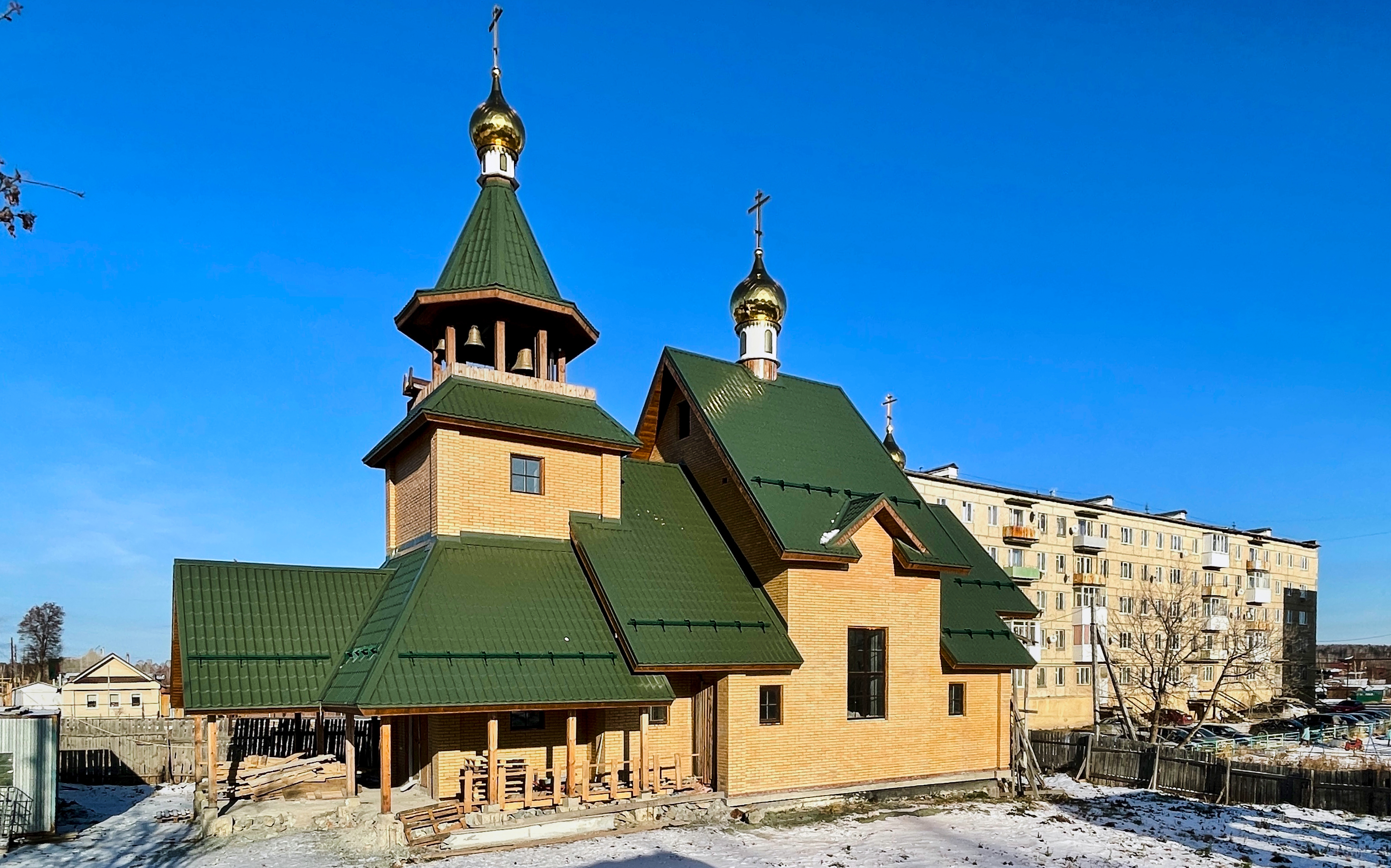
Строящаяся церковь на ул. Молодцова

- Успенская единоверческая церковь. На пожертвования заводовладельца А. И. Яковлева была построена деревянная, однопрестольная церковь, которая была освящена в честь Успения Пресвятой Богородицы 19 октября 1844 года. Церковь была закрыта в 1931 году, а в советское время снесена[5].
- Христорождественская церковь. В 1909 году была построена каменная, однопрестольная церковь, которая была освящена в честь Рождества Христова в 1909 году. Церковь была закрыта в 1941 года, а в советское время была снесена. В 1994 году в честь Успения Пресвятой Богородицы был открыт Успенский молитвенный дом, деревянный, однопрестольный[5].

## Инфраструктура
Нейво-Рудянка управляется местной территориальной администрацией, которая подчиняется администрации Кировградского муниципального округа. В посёлке работают культурные, образовательные, медицинские и прочие учреждения: амбулаторная поликлиника общей врачебной практики с отделением скорой помощи, пожарная часть, опорный пункт межмуниципального отделения МВД России «Кировградское», отделения «Почты России» и Сбербанка, а также нескольких других банков; есть парикмахерская, автосервис, аптека, различные магазины и прочее.

### Культура
- Дом культуры «Нейва» с библиотекой[13];
- местный школьный краеведческий музей[14][15];
- мемориал в честь героев Великой Отечественной войны;
- памятник погибшим в Гражданской войне в одноимённом сквере;
- парк культуры и отдыха «Гора Любви».

### Образование
- Средняя образовательная школа № 9;
- детский сад № 19.

### Спорт
- Спортивная площадка и футбольный стадион[16];
- детская футбольная команда «Оникс»;
- детско-юношеская спортивная школа.

## Экономика
Ранее основным промышленным предприятием Нейво-Рудянки было ОАО «Уральский лесохимический завод». Ныне завод не действует. Другим предприятием, в котором трудоустроено рудянское население, является ОАО «Нейво-Рудянская геологоразведочная партия», а также в посёлке есть лесопильный завод (пилорама) и несколько сельскохозяйственных предприятий. В основном трудоспособное население занято в сфере обслуживания (в торговых точках и пр.), на железнодорожной станции Нейво-Рудянской или на рабочих местах в окрестных городах: Невьянске, Кировграде, Верхнем Тагиле, Новоуральске.

## Инженерная инфраструктура
Водоснабжение
Для водоснабжения Нейво-Рудянки используются подземные воды. Для посёлка сложилась раздельная система водоснабжения. Вода подаётся от двух скважин Нейво-Рудянского МПВ, в 1 км северо-восточнее посёлка. Отбор воды находится на уровне 0,3 тыс. м³/сут. (10 тыс.м³/месяц), в том числе основная вода подаётся в жилой посёлок. Состояние воды нормативное, вода периодически обеззараживается хлорной известью. Протяжённость водовода — 3,9 км, диаметр — 200 мм. В 300 м к юго-востоку от посёлка, вблизи леспромхоза, имеются две резервные скважины.
Водоотведение
Посёлок оснащён системой централизованной бытовой канализации с комплексом очистных сооружений полной биологической очистки. Объём сточных вод в Нейво-Рудянке составляет 130052 м³/год (356 м³/сут). Сбросы очищенных стоков производятся в реку Нейву, что является нарушением.
Теплоснабжение
В Нейво-Рудянке централизованное отопление многоквартирных домов осуществляется новой муниципальной котельной, запущенной 1 декабря 2011 года. Установленная мощность котельной — 9 МВт (7,92 Гкал/час). В котельной установлены 4 газовых водогрейных котла IVAR SuperRac 2330, современные экономичные насосы Wilo. В качестве резервного предусмотрено дизельное топливо. Регулирование тепловой нагрузки качественное, то есть регулирование температуры сетевой воды производится в зависимости от температуры наружного воздуха
Газоснабжение
Основным топливом Нейво-Рудянки является природный газ северных районов Тюменской области Пунгинского и Игримского месторождений, подаваемый по системе магистральных газопроводов СРТО-Урал через ГРС города Кировграда и ГРС посёлка Нейво-Рудянка. Протяжённость газопровода до посёлка — 1,25 км, диаметр — 50 см.
Руководство газовым хозяйством посёлка осуществляется Кировградским участком ОАО «Уральские газовые сети».
Электроснабжение
Электропитание осуществляется по ВЛ 110 кВ от Верхнетагильской ГРЭС. В Нейво-Рудянке существует проблема прохождения воздушных линий электропередачи 110 кВ и 6 кВ по участкам жилой застройки: в охранной зоне ВЛ расположены жилые дома и другие здания в нарушении законодательства.
Связь
В Нейво-Рудянке работает отделение почтовой связи № 624152 «Почты России», находящееся по адресу Заводская улица, 3.

## Галерея

Виды посёлка
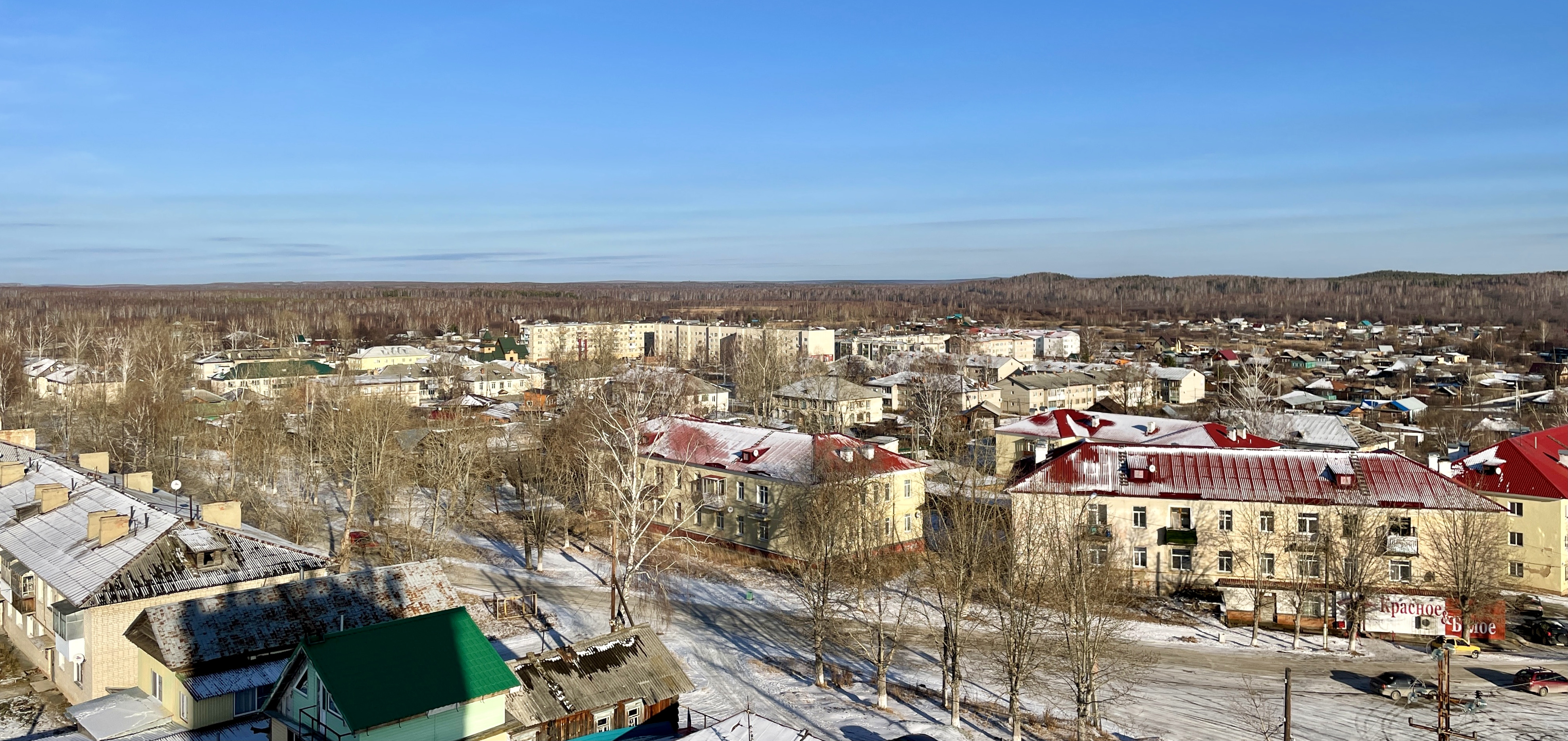
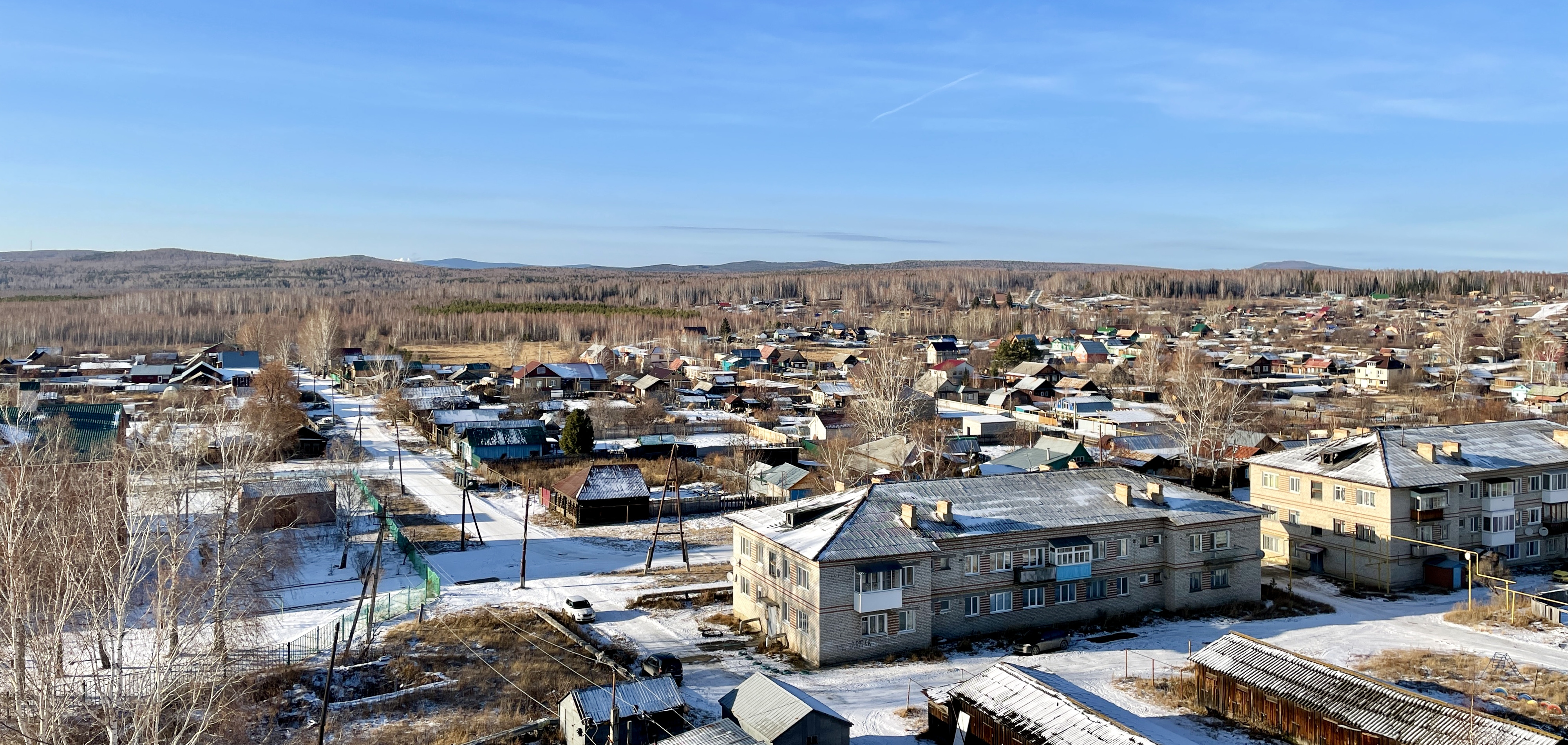
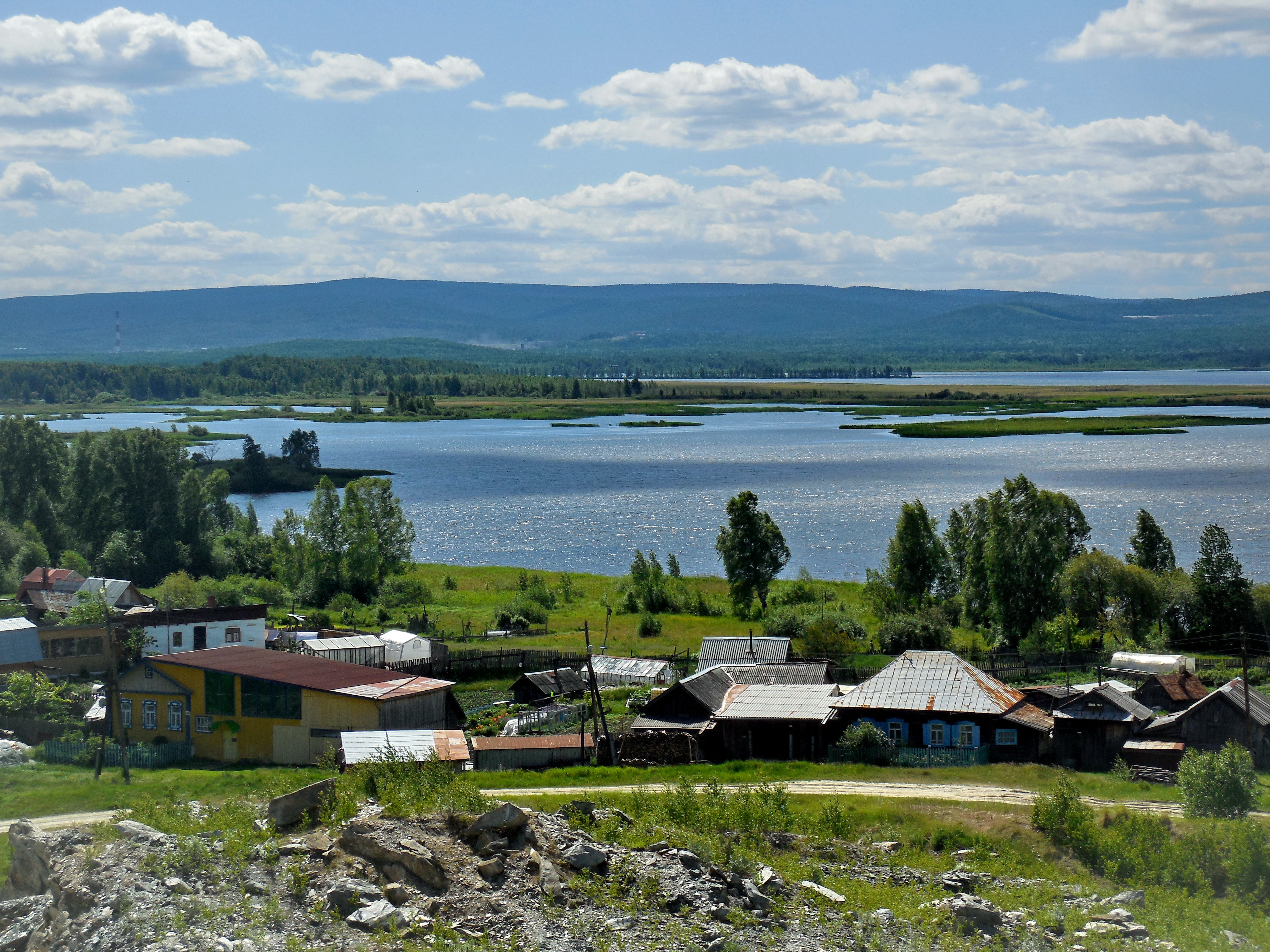
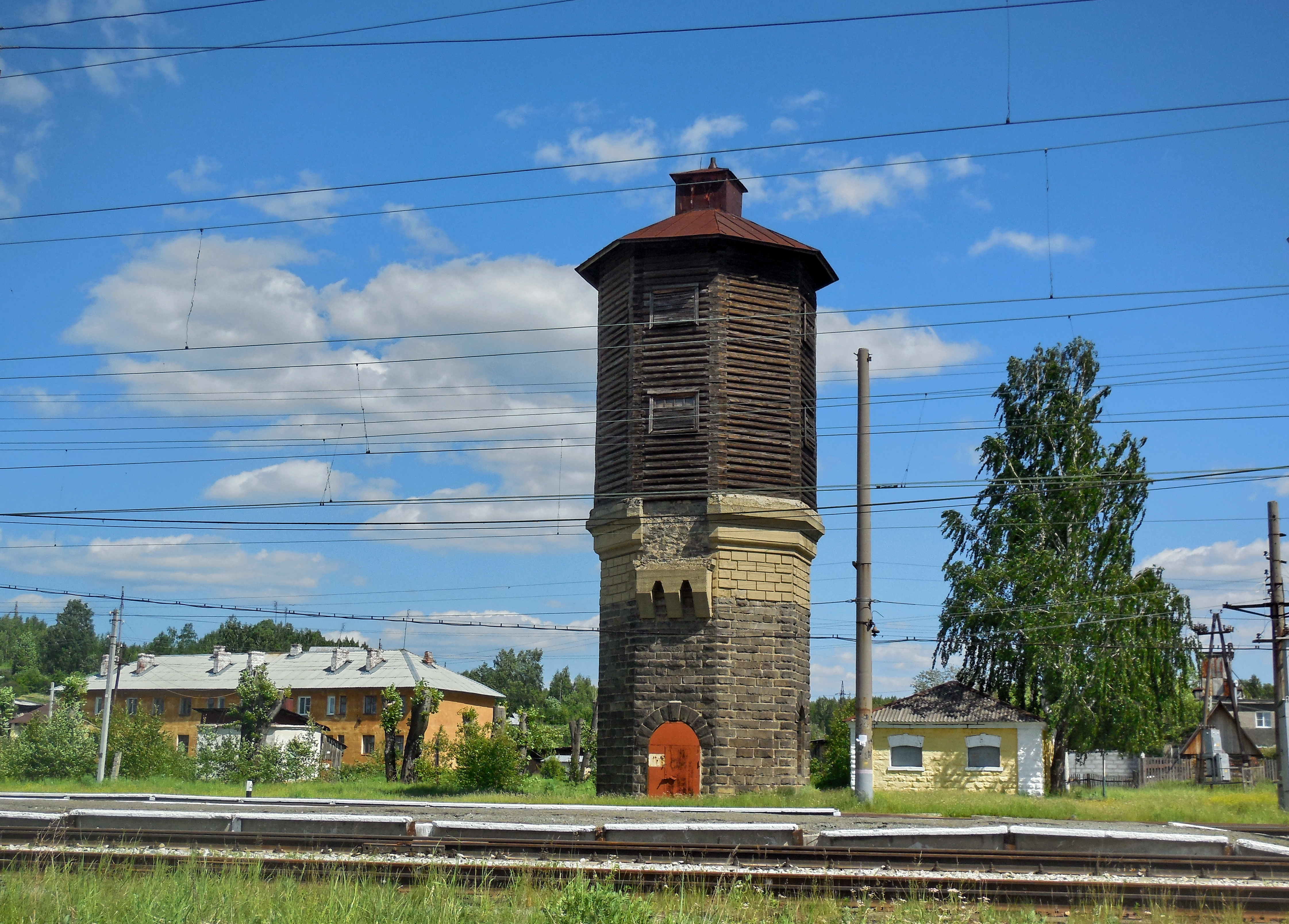